# Fosfoglukonat dehidrogenaza (dekarboksilacija)
Fosfoglukonat dehidrogenaza (dekarboksilacija) (EC 1.1.1.44, fosfoglukonska kiselina dehidrogenaza, 6-fosfoglukonska dehidrogenaza, 6-fosfoglukonska karboksilaza, 6-fosfoglukonatna dehidrogenaza (dekarboksilacija), 6-fosfo--glukonatna dehidrogenaza) je enzim sa sistematskim imenom 6-fosfo--glukonat:NADP+ 2-oksidoreduktaza (dekarboksilacija). Ovaj enzim katalizuje sledeću hemijsku reakciju
6-fosfo--glukonat + NADP+ {\displaystyle \rightleftharpoons } D-ribuloza 5-fosfat + CO2 + NADPH
Pojedini preparati redukuju NAD+, kao i NADP+.

## Literatura
- Nicholas C. Price; Lewis Stevens (1999). Fundamentals of Enzymology: The Cell and Molecular Biology of Catalytic Proteins (Third изд.). USA: Oxford University Press. ISBN 019850229X.
- Eric J. Toone (2006). Advances in Enzymology and Related Areas of Molecular Biology, Protein Evolution (Volume 75 изд.). Wiley-Interscience. ISBN 0471205036.
- Branden C; Tooze J. Introduction to Protein Structure. New York, NY: Garland Publishing. ISBN 0-8153-2305-0.
- Irwin H. Segel. Enzyme Kinetics: Behavior and Analysis of Rapid Equilibrium and Steady-State Enzyme Systems (Book 44 изд.). Wiley Classics Library. ISBN 0471303097.

## Spoljašnje veze
- Phosphogluconate+dehydrogenase+(decarboxylating) на 